# Nokia E61
Nokia  E61 este un smartphone produs de compania finlandeză Nokia. Este un dispozitiv cu tastatură QWERTY creat pentru mediul de afaceri și pentru piața europeană lansat în Octombrie 2005.